# Eleição federal na Alemanha em 2009
As eleições federais na Alemanha ocorreram em 27 de setembro de 2009 e, serviram para os 622 deputados do Bundestag, o parlamento federal da Alemanha.

## Contexto
Após quatro anos de governo de "Grande Coligação", entre CDU/CSU e SPD, a campanha para estas eleições foi pouco interessante e apática. O facto de ter havido uma "Grande Coligação" fez com que os grandes partidos preferissem dar ênfase aos êxitos do governo de ambos, em vez de se atacarem e, também, o facto de líderes da CDU/CSU e do SPD serem considerados pouco carismáticos.
Estas eleições foram as últimas de um ano que teve eleições europeias, 5 eleições regionais, eleições locais e a eleição de um novo presidente.

## Análise eleitoral
Numa eleições que tiveram a mais baixa taxa de participação, os partidos irmãos de centro-direita, União Democrata-Cristã e União Social-Cristã, venceram as eleições, conquistando 33,8% dos votos e 239 deputados. Apesar desta vitória, CDU/CSU perderam votos comparado com 2005, caindo dos 35,2% para os 33,8% dos votos, o segundo pior resultado da história de CDU/CSU.
O Partido Social-Democrata foi o grande derrotado das eleições, obtendo o seu pior resultado eleitoral, ao conquistar, apenas, 23,0% dos votos e 146 deputados. O SPD desceu  11,2% dos votos e perdeu 76 deputados comparado com 2005, perdendo votos para todos os outros partidos. A baixa popularidade do seu líder, Frank-Walter Steinmeier, e o apoio do partido a cortes no Estado Social e liberalização do mercado laboral, prejudicaram imenso o SPD.
O Partido Democrático Liberal foi o grande vencedor das eleições, obtendo o seu melhor resultado eleitoral, conquistando 14,6% dos votos e 93 deputados. O FDP,  concorrendo num programa bastante neoliberal, que propunha cortes de impostos e maior liberalização da economia e do mercado laboral, conseguiu captar bastantes eleitores descontentes com a CDU/CSU.
Por fim, tanto a Aliança 90/Os Verdes e A Esquerda, subiram eleitoralmente, conquistando 10,7% e 11,9% dos votos, respectivamente. Ambos os partidos foram os principais beneficiários da queda do SPD, captando imenso eleitores social-democratas descontentes com o centrismo do SPD.
Após as eleições, CDU/CSU continuaram no governo, mas, desta vez, pactando com os liberais do FDP e, assim, Angela Merkel continuou como chanceler.

## Resultados Oficiais

### Método Proporcional (Lista)
| Partido                     | Partido                      | Partido                      | Lista de Partido | Lista de Partido | Lista de Partido | Lista de Partido | Lista de Partido |
| Partido                     | Partido                      | Partido                      | Votos            | %                | +/-              | Deputados        | +/-              |
| --------------------------- | ---------------------------- | ---------------------------- | ---------------- | ---------------- | ---------------- | ---------------- | ---------------- |
|                             |                              | União Democrata-Cristã       | 11 828 277       | 27,27 / 100,00   | 0,51             | 21 / 323         | 53               |
|                             | União Social-Cristã          | 2 830 238                    | 6,53 / 100,00    | 0,86             | 0 / 323          | 2                |                  |
| CDU/CSU                     | CDU/CSU                      | 14 658 515                   | 33,80 / 100,00   | 1,37             | 21 / 323         | 55               |                  |
|                             | Partido Social-Democrata     | Partido Social-Democrata     | 9 990 488        | 23,03 / 100,00   | 11,22            | 82 / 323         | 5                |
|                             | Partido Democrático Liberal  | Partido Democrático Liberal  | 6 316 080        | 14,56 / 100,00   | 4,73             | 93 / 323         | 32               |
|                             | A Esquerda                   | A Esquerda                   | 5 155 933        | 11,89 / 100,00   | 3,18             | 60 / 323         | 9                |
|                             | Aliança 90/Os Verdes         | Aliança 90/Os Verdes         | 4 643 272        | 10,71 / 100,00   | 2,59             | 67 / 323         | 17               |
| Barreira Eleitoral de 5,00% |                              |                              |                  |                  |                  |                  |                  |
|                             | Partido Pirata               | Partido Pirata               | 847 870          | 1,95 / 100,00    | Novo             | 0 / 323          | Novo             |
|                             | Partido Nacional Democrático | Partido Nacional Democrático | 635 525          | 1,47 / 100,00    | 0,11             | 0 / 323          | Estável          |
|                             | Outros (com menos de 1,00%)  | Outros (com menos de 1,00%)  | 1 123 507        | 2,59 / 100,00    |                  | 0 / 323          |                  |
| Votos Inválidos             | Votos Inválidos              | Votos Inválidos              | 634 385          |                  |                  |                  |                  |
| Total                       | Total                        | Total                        | 44 005 575       | 100,00 / 100,00  |                  | 323 / 323        | 8                |
| Eleitorado/Participação     | Eleitorado/Participação      | Eleitorado/Participação      | 62 168 489       | 70,78 / 100,00   | 6,87             |                  |                  |
| Fonte                       | Fonte                        | Fonte                        | [ 9 ]            | [ 9 ]            | [ 9 ]            | [ 9 ]            | [ 9 ]            |

### Método Uninominal (Distrito)
| Partido                 | Partido                      | Partido                      | Distrito Eleitoral | Distrito Eleitoral | Distrito Eleitoral | Distrito Eleitoral | Distrito Eleitoral |
| Partido                 | Partido                      | Partido                      | Votos              | %                  | +/-                | Deputados          | +/-                |
| ----------------------- | ---------------------------- | ---------------------------- | ------------------ | ------------------ | ------------------ | ------------------ | ------------------ |
|                         |                              | União Democrata-Cristã       | 13 856 674         | 32,04 / 100,00     | 0,57               | 173 / 299          | 67                 |
|                         | União Social-Cristã          | 3 191 000                    | 7,38 / 100,00      | 0,86               | 45 / 299           | 1                  |                    |
| CDU/CSU                 | CDU/CSU                      | 17 047 674                   | 39,42 / 100,00     | 1,43               | 218 / 299          | 68                 |                    |
|                         | Partido Social-Democrata     | Partido Social-Democrata     | 12 079 758         | 27,93 / 100,00     | 10,48              | 64 / 299           | 81                 |
|                         | A Esquerda                   | A Esquerda                   | 4 791 124          | 11,08 / 100,00     | 3,10               | 16 / 299           | 13                 |
|                         | Partido Democrático Liberal  | Partido Democrático Liberal  | 4 076 496          | 9,43 / 100,00      | 4,75               | 0 / 299            | Estável            |
|                         | Aliança 90/Os Verdes         | Aliança 90/Os Verdes         | 3 977 125          | 9,20 / 100,00      | 3,82               | 1 / 299            | Estável            |
|                         | Partido Nacional Democrático | Partido Nacional Democrático | 768 442            | 1,78 / 100,00      | 0,04               | 0 / 299            | Estável            |
|                         | Outros (com menos de 1,00%)  | Outros (com menos de 1,00%)  | 507 381            | 1,17 / 100,00      |                    | 0 / 299            |                    |
| Votos Inválidos         | Votos Inválidos              | Votos Inválidos              | 757 575            |                    |                    |                    |                    |
| Total                   | Total                        | Total                        | 44 005 575         | 100,00 / 100,00    |                    | 299 / 299          |                    |
| Eleitorado/Participação | Eleitorado/Participação      | Eleitorado/Participação      | 62 168 489         | 70,78 / 100,00     | 6,87               |                    |                    |
| Fonte                   | Fonte                        | Fonte                        | [ 9 ]              | [ 9 ]              | [ 9 ]              | [ 9 ]              | [ 9 ]              |

### Total de Deputados
| Partido | Partido                      | Partido                      | Distrito Eleitoral | Distrito Eleitoral | Lista de Partido | Lista de Partido | Total     | Total   |
| Partido | Partido                      | Partido                      | Deputados          | +/-                | Deputados        | +/-              | Deputados | +/-     |
| ------- | ---------------------------- | ---------------------------- | ------------------ | ------------------ | ---------------- | ---------------- | --------- | ------- |
|         |                              | União Democrata-Cristã       | 173 / 299          | 67                 | 21 / 323         | 53               | 194 / 622 | 14      |
|         | União Social-Cristã          | 45 / 299                     | 1                  | 0 / 323            | 2                | 45 / 622         | 1         |         |
| CDU/CSU | CDU/CSU                      | 218 / 299                    | 68                 | 21 / 323           | 55               | 239 / 622        | 13        |         |
|         | Partido Social-Democrata     | Partido Social-Democrata     | 64 / 299           | 81                 | 82 / 323         | 5                | 146 / 622 | 76      |
|         | Partido Democrático Liberal  | Partido Democrático Liberal  | 0 / 299            | Estável            | 93 / 323         | 32               | 93 / 622  | 32      |
|         | A Esquerda                   | A Esquerda                   | 16 / 299           | 13                 | 60 / 323         | 9                | 76 / 622  | 22      |
|         | Aliança 90/Os Verdes         | Aliança 90/Os Verdes         | 1 / 299            | Estável            | 67 / 323         | 17               | 68 / 622  | 17      |
|         | Partido Pirata               | Partido Pirata               | 0 / 299            | Novo               | 0 / 323          | Novo             | 0 / 622   | Novo    |
|         | Partido Nacional Democrático | Partido Nacional Democrático | 0 / 299            | Estável            | 0 / 323          | Estável          | 0 / 622   | Estável |
|         | Outros (com menos de 1,00%)  | Outros (com menos de 1,00%)  | 0 / 299            |                    | 0 / 323          |                  | 0 / 622   |         |
| Total   | Total                        | Total                        | 299 / 299          |                    | 323 / 323        | 8                | 622 / 622 | 8       |
| Fonte   | Fonte                        | Fonte                        | [ 9 ]              | [ 9 ]              | [ 9 ]            | [ 9 ]            | [ 9 ]     | [ 9 ]   |

## Resultados por Estado Federal
A tabela de resultados apresentada refere-se aos votos obtidos na lista de partido e, apenas, refere-se a partidos com mais de 1,0% dos votos:
| Estado                           | %       | D       | %    | D   | %    | D   | %     | D     | %    | D   | %   | D   | %   | D   | Votantes   |
| Estado                           | CDU CSU | CDU CSU | SPD  | SPD | FDP  | FDP | LINKE | LINKE | GRÜ  | GRÜ | PIR | PIR | NPD | NPD | Votantes   |
| -------------------------------- | ------- | ------- | ---- | --- | ---- | --- | ----- | ----- | ---- | --- | --- | --- | --- | --- | ---------- |
| Estado                           |         |         |      |     |      |     |       |       |      |     |     |     |     |     | Votantes   |
| Baden-Württemberg                | 34,4    | 37      | 19,3 | 15  | 18,8 | 15  | 7,2   | 6     | 13,9 | 11  | 2,1 | -   | 1,1 | -   | 5 530 242  |
| Baixa Saxônia                    | 33,2    | 21      | 29,3 | 19  | 13,3 | 9   | 8,6   | 6     | 10,7 | 7   | 2,0 | -   | 1,2 | -   | 4 482 349  |
| Baviera                          | 42,5    | 45      | 16,8 | 16  | 14,7 | 14  | 6,5   | 6     | 10,8 | 10  | 2,0 | -   | 1,3 | -   | 6 720 532  |
| Berlim                           | 22,8    | 6       | 20,2 | 5   | 11,5 | 3   | 20,2  | 5     | 17,4 | 4   | 3,4 | -   | 1,6 | -   | 1 752 839  |
| Brandemburgo                     | 23,6    | 5       | 25,1 | 5   | 9,3  | 2   | 28,5  | 6     | 6,1  | 1   | 2,5 | -   | 2,6 | -   | 1 425 302  |
| Bremen                           | 23,9    | 1       | 30,2 | 2   | 10,6 | 1   | 14,3  | 1     | 15,4 | 1   | 2,4 | -   | 1,1 | -   | 343 027    |
| Hamburgo                         | 27,8    | 4       | 27,4 | 4   | 13,2 | 2   | 11,2  | 1     | 15,6 | 2   | 2,6 | -   | 0,9 | -   | 896 053    |
| Hesse                            | 32,2    | 15      | 25,6 | 12  | 16,6 | 8   | 8,5   | 4     | 12,0 | 6   | 2,1 | -   | 1,1 | -   | 3 244 641  |
| Mecklemburgo-Pomerânia Ocidental | 33,1    | 6       | 16,6 | 2   | 9,8  | 1   | 29,0  | 4     | 5,5  | 1   | 2,3 | -   | 3,3 | -   | 882 176    |
| Renânia do Norte-Vestfália       | 33,1    | 45      | 28,5 | 39  | 14,9 | 20  | 8,4   | 11    | 10,1 | 14  | 1,7 | -   | 0,9 | -   | 9 493 850  |
| Renânia-Palatinado               | 35,0    | 13      | 23,8 | 8   | 16,6 | 5   | 9,4   | 3     | 9,7  | 3   | 1,9 | -   | 1,2 | -   | 2 233 548  |
| Sarre                            | 30,7    | 4       | 24,7 | 2   | 11,9 | 1   | 21,2  | 2     | 6,8  | 1   | 1,5 | -   | 1,3 | -   | 596 194    |
| Saxônia                          | 35,6    | 16      | 14,6 | 5   | 13,3 | 4   | 24,5  | 8     | 6,7  | 2   | -   | -   | 4,0 | -   | 2 285 953  |
| Saxônia-Anhalt                   | 30,1    | 5       | 16,9 | 3   | 10,3 | 2   | 32,4  | 6     | 5,1  | 1   | 2,4 | -   | 2,2 | -   | 1 226 721  |
| Schleswig-Holstein               | 32,2    | 9       | 26,8 | 6   | 16,3 | 4   | 7,9   | 2     | 12,7 | 3   | 2,1 | -   | 1,0 | -   | 1 644 384  |
| Turíngia                         | 31,2    | 7       | 17,6 | 3   | 9,8  | 2   | 28,8  | 5     | 6,0  | 1   | 2,5 | -   | 3,2 | -   | 1 247 764  |
| Alemanha                         | 33,8    | 239     | 23,0 | 146 | 14,6 | 93  | 11,9  | 76    | 10,7 | 68  | 2,0 | -   | 1,5 | -   | 44 005 575 |

### Baden-Württemberg
| Partido                 | Partido                      | Votos     | %    | +/-     | Deputados | +/-     |
| ----------------------- | ---------------------------- | --------- | ---- | ------- | --------- | ------- |
|                         | União Democrata-Cristã       | 1 874 481 | 34,4 | 4,8     | 37 / 84   | 4       |
|                         | Partido Social-Democrata     | 1 051 198 | 19,3 | 10,8    | 15 / 84   | 8       |
|                         | Partido Democrático Liberal  | 1 022 958 | 18,8 | 6,9     | 15 / 84   | 6       |
|                         | Aliança 90/Os Verdes         | 755 648   | 13,9 | 3,2     | 11 / 84   | 3       |
|                         | A Esquerda                   | 389 637   | 7,2  | 3,4     | 6 / 84    | 3       |
|                         | Partido Pirata               | 112 006   | 2,1  | Novo    | 0 / 84    | Novo    |
|                         | Partido Nacional Democrático | 61 575    | 1,1  | Estável | 0 / 84    | Estável |
|                         | Outros                       | 174 586   | 3,4  |         | 0 / 84    |         |
| Votos Inválidos         | Votos Inválidos              | 88 153    | 1,6  | 0,1     |           |         |
| Total                   | Total                        | 5 530 242 | 100  |         | 84        | 8       |
| Eleitorado/Participação | Eleitorado/Participação      | 7 633 818 | 72,4 | 6,3     |           |         |

### Baixa Saxônia
| Partido                 | Partido                      | Votos     | %    | +/-  | Deputados | +/-     |
| ----------------------- | ---------------------------- | --------- | ---- | ---- | --------- | ------- |
|                         | União Democrata-Cristã       | 1 471 530 | 33,2 | 0,4  | 21 / 62   | Estável |
|                         | Partido Social-Democrata     | 1 297 940 | 29,3 | 13,9 | 19 / 62   | 8       |
|                         | Partido Democrático Liberal  | 588 401   | 13,3 | 4,4  | 9 / 62    | 3       |
|                         | Aliança 90/Os Verdes         | 475 742   | 10,7 | 3,3  | 7 / 62    | 2       |
|                         | A Esquerda                   | 380 373   | 8,6  | 4,3  | 6 / 62    | 3       |
|                         | Partido Pirata               | 87 046    | 2,0  | Novo | 0 / 62    | Novo    |
|                         | Partido Nacional Democrático | 53 909    | 1,2  | 0,1  | 0 / 62    | Estável |
|                         | Outros                       | 77 670    | 1,7  |      | 0 / 62    |         |
| Votos Inválidos         | Votos Inválidos              | 49 738    | 1,1  | 0,2  |           |         |
| Total                   | Total                        | 4 482 349 | 100  |      | 62        |         |
| Eleitorado/Participação | Eleitorado/Participação      | 6 112 110 | 73,3 | 6,1  |           |         |

### Baviera
| Partido                 | Partido                       | Votos     | %    | +/-     | Deputados | +/-     |
| ----------------------- | ----------------------------- | --------- | ---- | ------- | --------- | ------- |
|                         | União Social-Cristã           | 2 830 238 | 42,5 | 6,8     | 45 / 91   | 1       |
|                         | Partido Social-Democrata      | 1 120 018 | 16,8 | 8,7     | 16 / 91   | 8       |
|                         | Partido Democrático Liberal   | 976 379   | 14,7 | 5,2     | 14 / 91   | 5       |
|                         | Aliança 90/Os Verdes          | 719 265   | 10,8 | 2,9     | 10 / 91   | 3       |
|                         | A Esquerda                    | 429 371   | 6,5  | 3,0     | 6 / 91    | 3       |
|                         | Partido Pirata                | 135 790   | 2,0  | Novo    | 0 / 91    | Novo    |
|                         | Partido Nacional Democrático  | 87 591    | 1,3  | Estável | 0 / 91    | Estável |
|                         | Partido Democrático Ecológico | 75 866    | 1,1  | -       | 0 / 91    | -       |
|                         | Outros                        | 277 518   | 4,0  |         | 0 / 91    |         |
| Votos Inválidos         | Votos Inválidos               | 68 496    | 1,0  | 0,2     |           |         |
| Total                   | Total                         | 6 720 532 | 100  |         | 91        | 2       |
| Eleitorado/Participação | Eleitorado/Participação       | 9 382 583 | 71,6 | 6,3     |           |         |

### Berlim
| Partido                 | Partido                      | Votos     | %    | +/-     | Deputados | +/-     |
| ----------------------- | ---------------------------- | --------- | ---- | ------- | --------- | ------- |
|                         | União Democrata-Cristã       | 393 180   | 22,8 | 0,8     | 6 / 23    | 1       |
|                         | A Esquerda                   | 348 661   | 20,2 | 3,8     | 5 / 23    | 1       |
|                         | Partido Social-Democrata     | 348 082   | 20,2 | 14,2    | 5 / 23    | 3       |
|                         | Aliança 90/Os Verdes         | 299 535   | 17,4 | 3,7     | 4 / 23    | 1       |
|                         | Partido Democrático Liberal  | 198 516   | 11,5 | 3,3     | 3 / 23    | 1       |
|                         | Partido Pirata               | 58 062    | 3,4  | Novo    | 0 / 23    | Novo    |
|                         | Partido Nacional Democrático | 27 799    | 1,6  | Estável | 0 / 23    | Estável |
|                         | Partido dos Direitos Animais | 23 528    | 1,4  | -       | 0 / 23    | -       |
|                         | Outros                       | 26 042    | 1,5  |         | 0 / 23    |         |
| Votos Inválidos         | Votos Inválidos              | 29 434    | 1,7  | 0,1     |           |         |
| Total                   | Total                        | 1 752 839 | 100  |         | 23        | 1       |
| Eleitorado/Participação | Eleitorado/Participação      | 2 471 665 | 70,9 | 6,5     |           |         |

### Brandemburgo
| Partido                 | Partido                      | Votos     | %    | +/-  | Deputados | +/-     |
| ----------------------- | ---------------------------- | --------- | ---- | ---- | --------- | ------- |
|                         | A Esquerda                   | 395 566   | 28,5 | 1,9  | 6 / 19    | 1       |
|                         | Partido Social-Democrata     | 348 216   | 25,1 | 10,7 | 5 / 19    | 5       |
|                         | União Democrata-Cristã       | 327 454   | 23,6 | 3,0  | 5 / 19    | 1       |
|                         | Partido Democrático Liberal  | 129 642   | 9,3  | 2,4  | 2 / 19    | 1       |
|                         | Aliança 90/Os Verdes         | 84 567    | 6,1  | 1,0  | 1 / 19    | Estável |
|                         | Partido Nacional Democrático | 35 396    | 2,6  | 0,6  | 0 / 19    | Estável |
|                         | Partido Pirata               | 34 832    | 2,5  | Novo | 0 / 19    | Novo    |
|                         | Outros                       | 31 879    | 2,2  |      | 0 / 19    |         |
| Votos Inválidos         | Votos Inválidos              | 37 750    | 2,6  | 0,9  |           |         |
| Total                   | Total                        | 1 425 302 | 100  |      | 19        | 2       |
| Eleitorado/Participação | Eleitorado/Participação      | 2 128 715 | 67,0 | 7,9  |           |         |

### Bremen
| Partido                 | Partido                      | Votos   | %    | +/-  | Deputados | +/-     |
| ----------------------- | ---------------------------- | ------- | ---- | ---- | --------- | ------- |
|                         | Partido Social-Democrata     | 102 419 | 30,2 | 12,7 | 2 / 6     | Estável |
|                         | União Democrata-Cristã       | 80 964  | 23,9 | 1,1  | 1 / 6     | Estável |
|                         | Aliança 90/Os Verdes         | 52 283  | 15,4 | 1,1  | 1 / 6     | Estável |
|                         | A Esquerda                   | 48 369  | 14,3 | 5,8  | 1 / 6     | 1       |
|                         | Partido Democrático Liberal  | 35 968  | 10,6 | 2,5  | 1 / 6     | 1       |
|                         | Partido Pirata               | 8 174   | 2,4  | Novo | 0 / 6     | Novo    |
|                         | Aliança 21/RRP               | 4 144   | 1,2  | Novo | 0 / 6     | Novo    |
|                         | Partido Nacional Democrático | 3 612   | 1,1  | 0,4  | 0 / 6     | Estável |
|                         | Outros                       | 2 678   | 0,9  |      | 0 / 6     |         |
| Votos Inválidos         | Votos Inválidos              | 4 416   | 1,3  | 0,2  |           |         |
| Total                   | Total                        | 343 027 | 100  |      | 6         | 2       |
| Eleitorado/Participação | Eleitorado/Participação      | 487 978 | 70,3 | 5,2  |           |         |

### Hamburgo
| Partido                 | Partido                     | Votos     | %    | +/-     | Deputados | +/-     |
| ----------------------- | --------------------------- | --------- | ---- | ------- | --------- | ------- |
|                         | União Democrata-Cristã      | 246 667   | 27,8 | 1,1     | 4 / 13    | Estável |
|                         | Partido Social-Democrata    | 242 942   | 27,4 | 11,4    | 4 / 13    | 2       |
|                         | Aliança 90/Os Verdes        | 138 454   | 15,6 | 0,7     | 2 / 13    | Estável |
|                         | Partido Democrático Liberal | 117 143   | 13,2 | 4,2     | 2 / 13    | 1       |
|                         | A Esquerda                  | 99 096    | 11,2 | 4,9     | 1 / 13    | Estável |
|                         | Partido Pirata              | 23 168    | 2,6  | Novo    | 0 / 6     | Novo    |
|                         | Outros                      | 18 868    | 2,1  |         | 0 / 6     |         |
| Votos Inválidos         | Votos Inválidos             | 9 715     | 1,1  | Estável |           |         |
| Total                   | Total                       | 896 053   | 100  |         | 13        | 1       |
| Eleitorado/Participação | Eleitorado/Participação     | 1 256 634 | 71,3 | 6,2     |           |         |

### Hesse
| Partido                 | Partido                      | Votos     | %    | +/-  | Deputados | +/-     |
| ----------------------- | ---------------------------- | --------- | ---- | ---- | --------- | ------- |
|                         | União Democrata-Cristã       | 1 022 822 | 32,2 | 1,5  | 15 / 45   | Estável |
|                         | Partido Social-Democrata     | 812 721   | 25,6 | 10,1 | 12 / 45   | 4       |
|                         | Partido Democrático Liberal  | 527 432   | 16,6 | 4,9  | 8 / 45    | 3       |
|                         | Aliança 90/Os Verdes         | 381 948   | 12,0 | 1,9  | 6 / 45    | 1       |
|                         | A Esquerda                   | 271 455   | 8,5  | 3,2  | 4 / 45    | 2       |
|                         | Partido Pirata               | 66 708    | 2,1  | Novo | 0 / 45    | Novo    |
|                         | Partido Nacional Democrático | 35 929    | 1,1  | 0,1  | 0 / 45    | Estável |
|                         | Partido dos Direitos Animais | 31 917    | 1,0  | 0,2  | 0 / 45    | Estável |
|                         | Outros                       | 26 639    | 0,8  |      | 0 / 45    |         |
| Votos Inválidos         | Votos Inválidos              | 67 070    | 2,1  | 0,2  |           |         |
| Total                   | Total                        | 3 244 641 | 100  |      | 45        | 2       |
| Eleitorado/Participação | Eleitorado/Participação      | 4 398 919 | 73,8 | 4,9  |           |         |

### Mecklemburgo-Pomerânia Ocidental
| Partido                 | Partido                      | Votos     | %    | +/-  | Deputados | +/-     |
| ----------------------- | ---------------------------- | --------- | ---- | ---- | --------- | ------- |
|                         | União Democrata-Cristã       | 287 481   | 33,1 | 3,5  | 6 / 14    | 2       |
|                         | A Esquerda                   | 251 536   | 29,0 | 5,3  | 4 / 14    | 1       |
|                         | Partido Social-Democrata     | 143 607   | 16,6 | 15,2 | 2 / 14    | 2       |
|                         | Partido Democrático Liberal  | 85 203    | 9,8  | 3,2  | 1 / 14    | Estável |
|                         | Aliança 90/Os Verdes         | 47 841    | 5,5  | 1,5  | 1 / 14    | Estável |
|                         | Partido Nacional Democrático | 28 223    | 3,3  | 0,2  | 0 / 14    | Estável |
|                         | Partido Pirata               | 20 063    | 2,3  | Novo | 0 / 14    | Novo    |
|                         | Outros                       | 3 313     | 0,4  |      | 0 / 14    |         |
| Votos Inválidos         | Votos Inválidos              | 14 909    | 1,7  | 0,2  |           |         |
| Total                   | Total                        | 882 176   | 100  |      | 14        | 1       |
| Eleitorado/Participação | Eleitorado/Participação      | 1 400 298 | 63,0 | 8,3  |           |         |

### Renânia do Norte-Vestfália
| Partido                 | Partido                     | Votos      | %    | +/-  | Deputados | +/-  |
| ----------------------- | --------------------------- | ---------- | ---- | ---- | --------- | ---- |
|                         | União Democrata-Cristã      | 3 111 478  | 33,1 | 1,3  | 45 / 129  | 1    |
|                         | Partido Social-Democrata    | 2 678 956  | 28,5 | 11,5 | 39 / 129  | 15   |
|                         | Partido Democrático Liberal | 1 394 554  | 14,9 | 4,9  | 20 / 129  | 7    |
|                         | Aliança 90/Os Verdes        | 945 831    | 10,1 | 2,5  | 14 / 129  | 4    |
|                         | A Esquerda                  | 789 814    | 8,4  | 3,2  | 11 / 129  | 4    |
|                         | Partido Pirata              | 158 585    | 1,7  | Novo | 0 / 129   | Novo |
|                         | Outros                      | 310 194    | 3,2  |      | 0 / 129   |      |
| Votos Inválidos         | Votos Inválidos             | 104 438    | 1,1  | 0,2  |           |      |
| Total                   | Total                       | 9 493 850  | 100  |      | 129       | 1    |
| Eleitorado/Participação | Eleitorado/Participação     | 13 288 291 | 71,4 | 6,9  |           |      |

### Renânia-Palatinado
| Partido                 | Partido                      | Votos     | %    | +/-  | Deputados | +/-     |
| ----------------------- | ---------------------------- | --------- | ---- | ---- | --------- | ------- |
|                         | União Democrata-Cristã       | 767 487   | 35,0 | 1,9  | 13 / 32   | 1       |
|                         | Partido Social-Democrata     | 520 990   | 23,8 | 10,8 | 8 / 32    | 3       |
|                         | Partido Democrático Liberal  | 364 673   | 16,6 | 4,9  | 5 / 32    | 1       |
|                         | Aliança 90/Os Verdes         | 211 971   | 9,7  | 2,4  | 3 / 32    | 1       |
|                         | A Esquerda                   | 205 180   | 9,4  | 3,8  | 3 / 32    | 1       |
|                         | Partido Pirata               | 41 728    | 1,9  | Novo | 0 / 32    | Novo    |
|                         | Partido Nacional Democrático | 26 077    | 1,2  | 0,1  | 0 / 32    | Estável |
|                         | Partido da Família           | 22 279    | 1,0  | 0,1  | 0 / 32    | Estável |
|                         | Outros                       | 32 774    | 1,5  |      | 0 / 32    |         |
| Votos Inválidos         | Votos Inválidos              | 40 419    | 1,8  | 0,3  |           |         |
| Total                   | Total                        | 2 233 548 | 100  |      | 32        | 1       |
| Eleitorado/Participação | Eleitorado/Participação      | 3 103 878 | 72,0 | 6,7  |           |         |

### Sarre
| Partido                 | Partido                      | Votos   | %    | +/-  | Deputados | +/-     |
| ----------------------- | ---------------------------- | ------- | ---- | ---- | --------- | ------- |
|                         | União Democrata-Cristã       | 179 289 | 30,7 | 0,5  | 4 / 10    | 1       |
|                         | Partido Social-Democrata     | 144 464 | 24,7 | 8,6  | 2 / 10    | 2       |
|                         | A Esquerda                   | 123 880 | 21,2 | 2,7  | 2 / 10    | Estável |
|                         | Partido Democrático Liberal  | 69 427  | 11,9 | 4,4  | 1 / 10    | Estável |
|                         | Aliança 90/Os Verdes         | 39 550  | 6,8  | 0,9  | 1 / 10    | 1       |
|                         | Partido da Família           | 8 912   | 1,5  | 0,6  | 0 / 10    | Estável |
|                         | Partido Pirata               | 8 620   | 1,5  | Novo | 0 / 10    | Novo    |
|                         | Partido Nacional Democrático | 7 399   | 1,3  | 0,5  | 0 / 10    | Estável |
|                         | Outros                       | 3 326   | 0,6  |      | 0 / 10    |         |
| Votos Inválidos         | Votos Inválidos              | 11 327  | 1,9  | 0,6  |           |         |
| Total                   | Total                        | 596 194 | 100  |      | 10        |         |
| Eleitorado/Participação | Eleitorado/Participação      | 808 554 | 73,7 | 5,7  |           |         |

### Saxônia
| Partido                 | Partido                      | Votos     | %    | +/-  | Deputados | +/-     |
| ----------------------- | ---------------------------- | --------- | ---- | ---- | --------- | ------- |
|                         | União Democrata-Cristã       | 800 898   | 35,6 | 5,6  | 16 / 35   | 2       |
|                         | A Esquerda                   | 551 461   | 24,5 | 1,7  | 8 / 35    | Estável |
|                         | Partido Social-Democrata     | 328 753   | 14,6 | 9,9  | 5 / 35    | 3       |
|                         | Partido Democrático Liberal  | 299 135   | 13,3 | 3,1  | 4 / 35    | Estável |
|                         | Aliança 90/Os Verdes         | 151 283   | 6,7  | 1,9  | 2 / 35    | Estável |
|                         | Partido Nacional Democrático | 89 611    | 4,0  | 0,8  | 0 / 35    | Estável |
|                         | Outros                       | 31 218    | 1,3  |      | 0 / 35    |         |
| Votos Inválidos         | Votos Inválidos              | 33 594    | 1,5  | 0,3  |           |         |
| Total                   | Total                        | 2 285 953 | 100  |      | 35        | 1       |
| Eleitorado/Participação | Eleitorado/Participação      | 3 518 195 | 65,0 | 10,7 |           |         |

### Saxônia-Anhalt
| Partido                 | Partido                      | Votos     | %    | +/-  | Deputados | +/-     |
| ----------------------- | ---------------------------- | --------- | ---- | ---- | --------- | ------- |
|                         | A Esquerda                   | 389 456   | 32,4 | 5,8  | 6 / 17    | 1       |
|                         | União Democrata-Cristã       | 362 311   | 30,1 | 5,4  | 5 / 17    | Estável |
|                         | Partido Social-Democrata     | 202 850   | 16,9 | 15,8 | 3 / 17    | 7       |
|                         | Partido Democrático Liberal  | 124 247   | 10,3 | 2,4  | 2 / 17    | Estável |
|                         | Aliança 90/Os Verdes         | 61 734    | 5,1  | 1,0  | 1 / 17    | Estável |
|                         | Partido Pirata               | 28 780    | 2,4  | Novo | 0 / 17    | Novo    |
|                         | Partido Nacional Democrático | 26 584    | 2,2  | 0,4  | 0 / 17    | Estável |
|                         | Outros                       | 6 710     | 0,6  |      | 0 / 17    |         |
| Votos Inválidos         | Votos Inválidos              | 24 049    | 2,0  | 0,1  |           |         |
| Total                   | Total                        | 1 226 721 | 100  |      | 17        | 6       |
| Eleitorado/Participação | Eleitorado/Participação      | 2 028 572 | 60,5 | 10,5 |           |         |

### Schleswig-Holstein
| Partido                 | Partido                      | Votos     | %    | +/-     | Deputados | +/-     |
| ----------------------- | ---------------------------- | --------- | ---- | ------- | --------- | ------- |
|                         | União Democrata-Cristã       | 518 457   | 32,2 | 4,2     | 9 / 24    | 1       |
|                         | Partido Social-Democrata     | 430 739   | 26,8 | 11,4    | 6 / 24    | 3       |
|                         | Partido Democrático Liberal  | 261 767   | 16,3 | 6,2     | 4 / 24    | 2       |
|                         | Aliança 90/Os Verdes         | 203 782   | 12,7 | 4,3     | 3 / 24    | 1       |
|                         | A Esquerda                   | 127 203   | 7,9  | 3,3     | 2 / 24    | 1       |
|                         | Partido Pirata               | 33 277    | 2,1  | Novo    | 0 / 24    | Novo    |
|                         | Partido RENTNER              | 16 006    | 1,0  | Novo    | 0 / 24    | Novo    |
|                         | Partido Nacional Democrático | 15 848    | 1,0  | Estável | 0 / 24    | Estável |
|                         | Outros                       | 2 423     | 0,1  |         | 0 / 24    |         |
| Votos Inválidos         | Votos Inválidos              | 34 882    | 2,1  | 0,7     |           |         |
| Total                   | Total                        | 1 644 384 | 100  |         | 24        | 2       |
| Eleitorado/Participação | Eleitorado/Participação      | 2 234 720 | 73,6 | 5,1     |           |         |

### Turíngia
| Partido                 | Partido                      | Votos     | %    | +/-  | Deputados | +/-     |
| ----------------------- | ---------------------------- | --------- | ---- | ---- | --------- | ------- |
|                         | União Democrata-Cristã       | 383 778   | 31,2 | 5,5  | 7 / 18    | 2       |
|                         | A Esquerda                   | 354 875   | 28,8 | 2,7  | 5 / 18    | Estável |
|                         | Partido Social-Democrata     | 216 593   | 17,6 | 12,2 | 3 / 18    | 3       |
|                         | Partido Democrático Liberal  | 120 635   | 9,8  | 1,9  | 2 / 18    | 1       |
|                         | Aliança 90/Os Verdes         | 73 838    | 6,0  | 1,2  | 1 / 18    | Estável |
|                         | Partido Nacional Democrático | 39 603    | 3,2  | 0,5  | 0 / 18    | Estável |
|                         | Partido Pirata               | 31 031    | 2,5  | Novo | 0 / 18    | Novo    |
|                         | Outros                       | 11 416    | 1,0  |      | 0 / 18    |         |
| Votos Inválidos         | Votos Inválidos              | 15 995    | 1,3  | 0,5  |           |         |
| Total                   | Total                        | 1 247 764 | 100  |      | 18        |         |
| Eleitorado/Participação | Eleitorado/Participação      | 1 913 559 | 65,2 | 10,3 |           |         |